# Ин-Згмир
Ин-Згмир (араб. إن زغمير‎) — город и коммуна на юге Алжира, в вилайете Адрар. Входит в состав округа Завиет-Кунта.

## Географическое положение

Коммуна Ин-Згмир

Город находится в восточной части вилайета, на территории одного из оазисов центральной Сахары, на расстоянии приблизительно 1100 километров к юго-юго-западу (SSW) от столицы страны Алжира.

Коммуна Ин-Згмир граничит с коммунами Завиет-Кунта, Тимоктен, Сали и Умм-эль-Асель (вилайет Тиндуф). Её площадь составляет 5 690 км².

## Климат
Климат города характеризуется как аридный жаркий (BWh в классификации климатов Кёппена). Осадки в течение года практически отсутствуют (среднегодовое количество — 7 мм). Средняя годовая температура составляет 26,1 °C.

## Население
По данным официальной переписи 2008 года численность населения коммуны составляла 16 185 человек. Доля мужского населения составляла 51,41 %, женского — соответственно 48,59 %. Уровень грамотности населения составлял 69,9 %. Уровень грамотности среди мужчин составлял 82,8 %, среди женщин — 55,9 %. 4,2 % жителей Ин-Згмира имели высшее образование, 12,1 % — среднее образование.